# Конрад II (Тюбинген-Лихтенек)
Конрад II фон Тюбинген-Лихтенек (на немски: Konrad II von Tübingen-Lichteneck; † 18 май 1453) е граф на Тюбинген и господар на замък Лихтенек при Кенцинген.

## Произход
Той е син на граф Конрад I фон Тюбинген-Лихтенек († 1410) и третата му съпруга Верена Малтерер († 1430), дъщеря на рицар Мартин Малтерер († 1386, Земпах) и Анна фон Тирщайн († 1401). Внук е на граф Готфрид III фон Тюбинген-Бьоблинген († сл. 1369) и графиня Клара фон Фрайбург († 1371).

## Фамилия
Конрад II фон Тюбинген-Лихтенек се жени пр. 21 май 1430 г. за графиня Анна фон Лупфен-Щюлинген († сл. 1470), дъщеря на граф Йохан I фон Лупфен-Щюлинген, ландграф на Щюлинген († 1436). Те имат пет деца:
- Конрад III фон Тюбинген-Лихтенек (* 1449; † 1477 или 1506), граф на Тюбинген и господар на Лихтенек, женен за София Бьоклин (1460 – 1510)
- Георг I фон Тюбинген-Лихтенек († 1507), граф на Тюбинген и господар на Лихтенек, женен за графиня Агата фон Арко († сл. 1511)
- Хайнрих фон Тюбинген († сл. 1487), тевтонец в Данциг
- Елизабет фон Тюбинген († сл. 16 април 1510), омъжена април 1472 г. за фрайхер Каспар фон Мьорсперг († 1511)
- Йохан фон Тюбинген († 1471)